# Simon Dennis
Simon John Dennis (Henley-on-Thames, 24 de agosto de 1976) es un deportista británico que compitió en remo. Participó en los Juegos Olímpicos de Sídney 2000, obteniendo una medalla de oro en la prueba de ocho con timonel.

## Palmarés internacional
| Juegos Olímpicos | Juegos Olímpicos   | Juegos Olímpicos | Juegos Olímpicos |
| Año              | Lugar              | Medalla          | Prueba           |
| ---------------- | ------------------ | ---------------- | ---------------- |
| 2000             | Sídney (Australia) | Medalla de oro   | Ocho con timonel |